# American Eagle (rama regional)
American Eagle es el nombre comercial de la rama regional de American Airlines, bajo el cual seis aerolíneas regionales individuales operan vuelos de conexión de corta y media distancia. Tres de estas aerolíneas, Envoy Air (anteriormente American Eagle Airlines), Piedmont Airlines y PSA Airlines, son subsidiarias de propiedad absoluta de American Airlines Group. El centro más grande de American Eagle es el Concourse E de Charlotte Douglas International, que opera más de 340 vuelos por día, lo que la convierte en la operación de vuelos exprés más grande del mundo.

## Historia
Antes de la Ley de Desregulación de Aerolíneas en 1978, la mayoría de las principales compañías aéreas de EE. UU. habían mantenido relaciones cercanas con compañías regionales independientes para llevar pasajeros de mercados más pequeños a las ciudades más grandes y, a su vez, a las compañías tradicionales más grandes. En la era posterior a la regulación, el sistema hub-and-spoke ganó prominencia y, para alimentar el tráfico de los mercados más pequeños a estos centros recién establecidos, los principales operadores subcontrataron las operaciones regionales a estos operadores más pequeños. Estas relaciones incluían el uso de códigos compartidos, marcas compartidas y la inclusión de socios regionales en los sistemas de reservas por computadora del operador principal.
American Eagle inició su servicio el 1 de noviembre de 1984, con un vuelo desde Fayetteville, Arkansas, al Aeropuerto Internacional de Dallas/Fort Worth (DFW). Este vuelo fue operado por Metroflight Airlines (una subsidiaria de propiedad total de Metro Airlines), utilizando un avión turbohélice Convair 580. Metroflight también operó aviones turbohélice de cercanías DHC-6 Twin Otter de Havilland Canada en vuelos de American Eagle que prestan servicios en DFW. Otros operadores contratados por American Airlines para enarbolar el estandarte de American Eagle durante este tiempo incluyeron Air Midwest, Air Virginia (más tarde AVAir), Chaparral Airlines, Command Airways, Simmons Airlines y Wings West.
El 15 de septiembre de 1986, Executive Airlines se unió al sistema American Eagle. Con operaciones centrales en el Aeropuerto Internacional Luis Muñoz Marín en San Juan, Puerto Rico, la incorporación de Executive Airways a la familia American Eagle abrió una extensa red entre islas en todo el Caribe. Entre 1987 y 1989, AMR Corp. (empresa matriz de American Airlines) adquirió gradualmente la mayoría de sus aerolíneas regionales, comenzando con Simmons Airlines. Para 1991, AMR había consolidado sus aerolíneas regionales de propiedad total en cuatro entidades separadas: Executive Airlines, Flagship Airlines, Simmons Airlines y Wings West. 
Más tarde, AMR compraría los activos de Metro Airlines en bancarrota en 1993. En ese momento, AMR era propietaria de todas las aerolíneas que operaban para American Eagle.
El 15 de mayo de 1998, Flagship Airlines y Wings West se fusionaron en Simmons Airlines, y la nueva entidad recibió el nombre de American Eagle Airlines. Junto con Executive Airlines, estos serían los dos únicos operadores que utilizarían la marca American Eagle durante los próximos catorce años. 
Después de que American Airlines adquiriera Trans World Airlines (TWA) en 2001, retuvo los contratos con las aerolíneas que operaban bajo la marca Trans World Express, que, en ese momento, incluían Chautauqua Airlines, Corporate Airlines y Trans States Airlines. Sin embargo, en lugar de estar integrados en la marca American Eagle, estos operadores operaron bajo una marca regional separada conocida como AmericanConnection. Esta marca se utilizó durante trece años antes de ser descontinuada en 2014.
Como parte de su reestructuración y su salida de la bancarrota del capítulo 11, AMR anunció que comenzaría a contratar vuelos de American Eagle a transportistas fuera de sus subsidiarias de propiedad absoluta. 
El 15 de noviembre de 2012, SkyWest Airlines y ExpressJet Airlines, ambas subsidiarias de SkyWest, Inc., comenzaron a operar para American Eagle. El 1 de agosto de 2013, Republic Airways, una subsidiaria de Republic Airways Holdings, inició operaciones de vuelo bajo la marca American Eagle como parte de un acuerdo de compra de capacidad de 12 años para operar aviones Embraer 175 para American Eagle.
El 12 de septiembre de 2012, AMR anunció la interrupción de la marca AmericanConnection y todas las operaciones se integrarían en la marca American Eagle. 
Sin embargo, Chautauqua Airlines, una subsidiaria de Republic Airways Holdings y el único operador de vuelos de AmericanConnection al momento del anuncio, optó por no renovar su contrato. Todos los vuelos de AmericanConnection finalizaron el 19 de agosto de 2014. 
El servicio American Eagle operado por Executive Airlines cesó sus operaciones el 31 de marzo de 2013. 
Al mismo tiempo, se desconectó su base en San Juan. Debido al hecho de que se estaba contratando a un número cada vez mayor de otras aerolíneas para volar bajo la marca American Eagle, el 15 de enero de 2014 se anunció que American Eagle Airlines cambiaría su nombre a Envoy Air. El cambio de nombre entró en vigor el 15 de abril de 2014.
Compass Airlines, una subsidiaria de Trans States Holdings, inició operaciones de American Eagle el 27 de marzo de 2015, como parte de un acuerdo para operar 20 nuevos aviones Embraer 175 en nombre de American. Estos aviones tienen su base en el centro de Los Ángeles de American. 
Air Wisconsin había anunciado que volaría exclusivamente como United Express, que comenzó en marzo de 2018, poniendo fin a su participación en la operación de vuelos bajo la marca American Eagle.En mayo de 2018, American Airlines anunció la terminación de sus asociaciones con ExpressJet y Trans States Airlines a partir de 2019, lo que significa el fin de esos operadores que realizan vuelos de American Eagle. 
En marzo de 2020, debido a la reducción de vuelos en respuesta a la pandemia de COVID-19, Compass Airlines anunció que dejaría de operar el 5 de abril de 2020, poniendo fin a sus operaciones como American Eagle.
En septiembre de 2020, Envoy Air, una subsidiaria de American Eagle, anunció el cierre permanente de sus dos bases de Nueva York en LGA y JFK, debido a un nuevo acuerdo de código compartido entre American Airlines y JetBlue.

## Flota
A partir de julio de 2022, la flota combinada de la marca American Eagle consta de los siguientes aviones a reacción regionales:
| Aerolínea                        | Aeronave          | En flota | Órdenes | Pasajeros | Pasajeros | Pasajeros | Pasajeros | Comentarios |
| Aerolínea                        | Aeronave          | En flota | Órdenes | F         | Y+        | Y         | Total     | |
| -------------------------------- | ----------------- | -------- | ------- | --------- | --------- | --------- | --------- | --- |
| American Airlines Group airlines |                   |          |         |           |           |           |           | |
| Envoy Air                        | Embraer ERJ145    | 26       | <26>    | –         | –         | 50        | 50        | 15 ser transferido a Piedmont Airlines; El resto se eliminará gradualmente con el tiempo.                                                          |
| Envoy Air                        | Embraer 170       | 14       | 13      | 12        | 20        | 34        | 65        | 1 Primera cabina está bloqueado |
| Envoy Air                        | Embraer 175       | 101      | 0       | 12        | 20        | 44        | 76        | |
| Piedmont Airlines                | Embraer ERJ145    | 48       | 15      | –         | –         | 50        | 50        | 15 para ser transferidos desde Envoy Air |
| PSA Airlines                     | Bombardier CRJ700 | 61       | –       | 9         | 8         | 48        | 65        | |
| PSA Airlines                     | Bombardier CRJ900 | 73       | –       | 12        | 32        | 32        | 76        | Reconfiguración a disposición de 80 asientos en progreso desde septiembre de 2022, 35 aviones para tener un asiento de cabina principal bloqueado. |
| PSA Airlines                     | Bombardier CRJ900 | 73       | –       | 12        | 20        | 48        | 80        | Reconfiguración a disposición de 80 asientos en progreso desde septiembre de 2022, 35 aviones para tener un asiento de cabina principal bloqueado. |
| Tercera partida de contractores  |                   |          |         |           |           |           |           | |
| Mesa Airlines                    | Bombardier CRJ900 | 21       | <21>    | 9         | –         | 67        | 76        | Mesa Airlines dejará de volar para American a partir del 3 de abril de 2023.                                                                       |
| Mesa Airlines                    | Bombardier CRJ900 | 21       | <21>    | 9         | –         | 70        | 79        | Mesa Airlines dejará de volar para American a partir del 3 de abril de 2023.                                                                       |
| Mesa Airlines                    | Bombardier CRJ900 | 21       | <21>    | 12        | –         | 64        | 76        | Mesa Airlines dejará de volar para American a partir del 3 de abril de 2023.                                                                       |
| Republic Airlines                | Embraer 170       | 8        | 8       | 12        | 20        | 34        | 65        | 1 Mando de asientos de cabina está bloqueado |
| Republic Airlines                | Embraer 175       | 91       | –       | 12        | 20        | 44        | 76        | |
| SkyWest Airlines                 | Bombardier CRJ700 | 80       | 10      | 9         | 16        | 40        | 65        | |
| SkyWest Airlines                 | Embraer 175       | 20       | –       | 12        | 20        | 44        | 76        | |
| Air Wisconsin                    | Bombardier CRJ200 | 4        | 36      |           |           | 50        | 50        | Se va a unirse como American Eagle en la primavera de 2023. Anteriormente operó para la marca de 2005 a 2018.                                      |
|                                  | Total             | 547      | 19      |           |           |           |           | |

## Flota histórica
| Aeronave        | Número de Aeronaves | Introducción | Retiro |
| --------------- | ------------------- | ------------ | ------ |
| Beechcraft 1900 | 99                  | 1984         | 2005   |
| Fairchild Metro | 42                  | 1984         | 2005   |
| Saab 340        | 63                  | 1987         | 2004   |
| ATR 72          | 35                  | 1988         | 2021   |
| ATR 42          | 12                  | 1987         | 2001   |
| Total           | 251                 |              |        |

## Accidentes e incidentes
- El vuelo 4184 de American Eagle fue un vuelo de aerolínea regional estadounidense que se estrelló después de volar en condiciones de congelación en Halloween, el 31 de octubre de 1994. Se produjo una pérdida de control y todas las personas a bordo murieron.
- El vuelo 3379 de American Eagle fue un vuelo regular de American Eagle desde el aeropuerto internacional de Piedmont Triad al aeropuerto de Raleigh-Durham durante el cual el British Aerospace Jetstream que lo operaba se estrelló durante una aproximación frustrada al aeropuerto de Raleigh-Durham durante la tarde del martes 13 de diciembre de 1994. Los dos pilotos y trece de los pasajeros a bordo fallecieron en la colisión, cinco pasajeros lograron sobrevivir al impacto.
- El vuelo 5456 de American Eagle  fue un vuelo regional regular entre el aeropuerto internacional Luis Muñoz Marín en San Juan, Puerto Rico y el aeropuerto Eugenio María de Hostos en Mayagüez, Puerto Rico. El vuelo fue operado por Executive Airlines, para American Eagle, y fue operado por un CASA C-212. En el momento de la aproximación las condiciones de vuelo se consideraban instrumentales. El avión se estrelló contra un pantano en medio de fuertes precipitaciones.
- El vuelo 5342 de American Eagle era un vuelo desde Wichita, Kansas, a Washington D. C., operado por PSA Airlines en nombre de American Eagle, chocó con un Sikorsky UH-60 Black Hawk operado por el Ejército de los Estados Unidos. La colisión ocurrió sobre el río Potomac la noche del 29 de enero de 2025, mientras el Bombardier CRJ-701ER estaba en aproximación final al Aeropuerto Nacional Ronald Reagan de Washington. Posteriormente ambos se estrellaron en el río Potomac, 67 personas murieron.